# Halocharis
Halocharis es un género de plantas fanerógamas  pertenecientes a la familia Amaranthaceae. Comprende 19 especies descritas y de estas, solo 2 aceptadas.

## Descripción
Son plantas anuales o subarbustos bajos, por lo general profusamente peludos con ramas verticiladas principalmente. Hojas alternas, sésiles, filiformes, lineal o triangular-ovadas. Flores  axilares, con un par de bractéolas laterales; perianto (4 -) 5, con un mechón de pelos largos en la base, los segmentos libres sin cambios en el fruto; estambres con filamentos largos y anteras oblongas; estilo con 2 filiformes estigmas. Frutos ovoides o orbiculares, verticales, comprimidos, membranosos, las semillas con embrión en espiral.

## Taxonomía
El género fue descrito por  Alfred Moquin-Tandon y publicado en Prodromus Systematis Naturalis Regni Vegetabilis 13(2): 48, 201. 1849. La especie tipo es: Halocharis sulphurea (Moq.) Moq.

## Especies aceptadas
A continuación se brinda un listado de las especies del género Halocharis aceptadas hasta octubre de 2012, ordenadas alfabéticamente. Para cada una se indica el nombre binomial seguido del autor, abreviado según las convenciones y usos.
- Halocharis hispida (Schrenk ex C.A. Mey.) Bunge
- Halocharis sulphurea (Moq.) Moq.